# Bernewitz (Adelsgeschlecht)

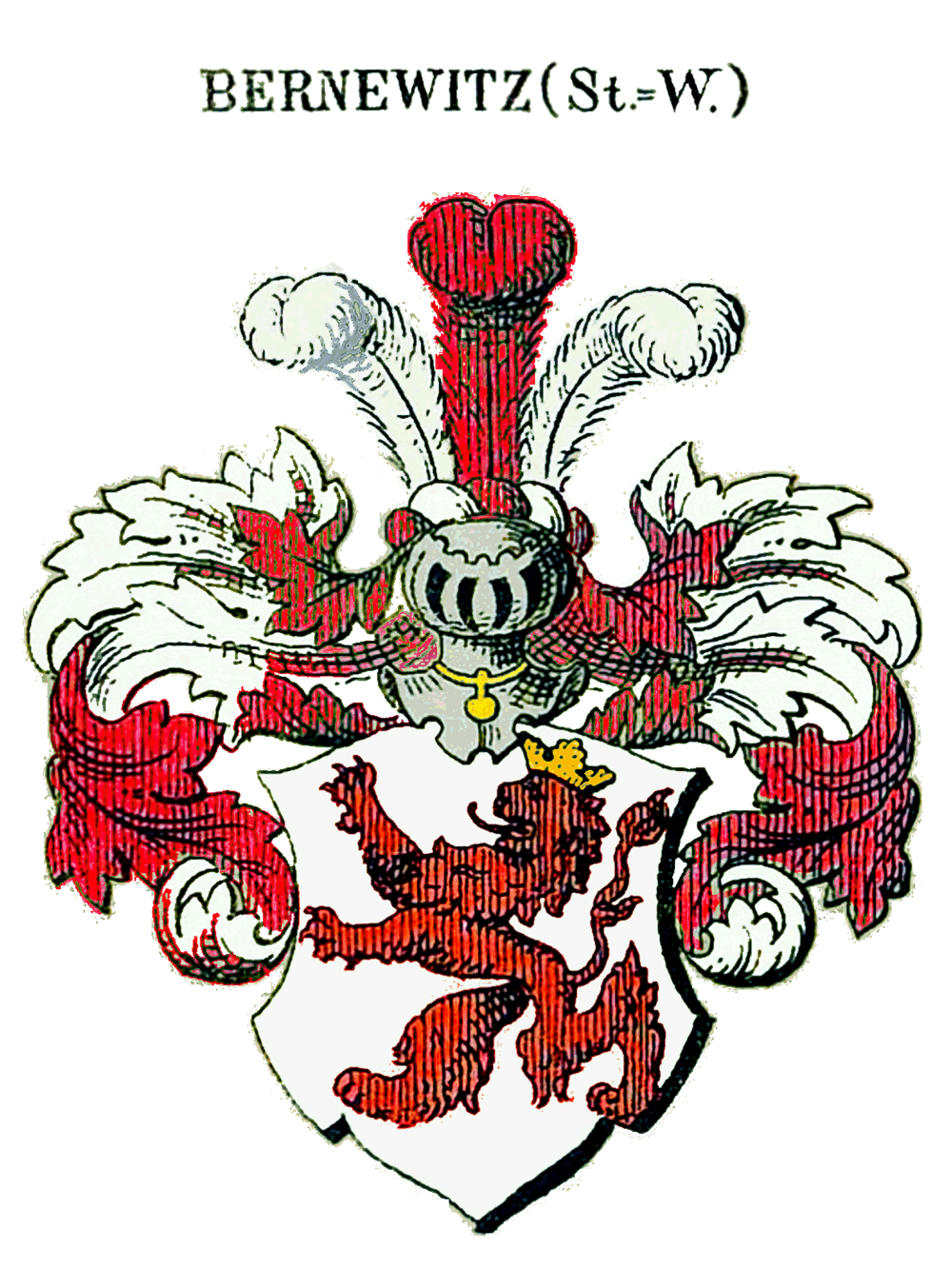
Stammwappen derer von Bernewitz

Bernewitz (auch: von Bernewitz, Freiherren von Bernewitz) ist eine deutsche und kurländische Adels- und Literatenfamilie.

## Herkunft
Einer Veröffentlichung aus dem Jahr 1858 zufolge stammten die Freiherren von Bernewitz, wie auch die Freiherren von Berlepsch, von der „uralten mährischen Familie Berneviczko“ ab.
Ernst Heinrich Kneschke behauptete im Jahr 1859 zuerst das Gegenteil, weil die Wappen der Geschlechter Berlepsch (Sittiche) und Bernewitz (Löwe) unterschiedlich gewesen seien. 1867 aber, als die Freiherren von Bernewitz in ihrem Freiherrenstand bestätigt wurden, wurde auch ihr freiherrliches geviertes Wappen veröffentlicht, das dem der Freiherren von Berlepsch sehr ähnlich ist.

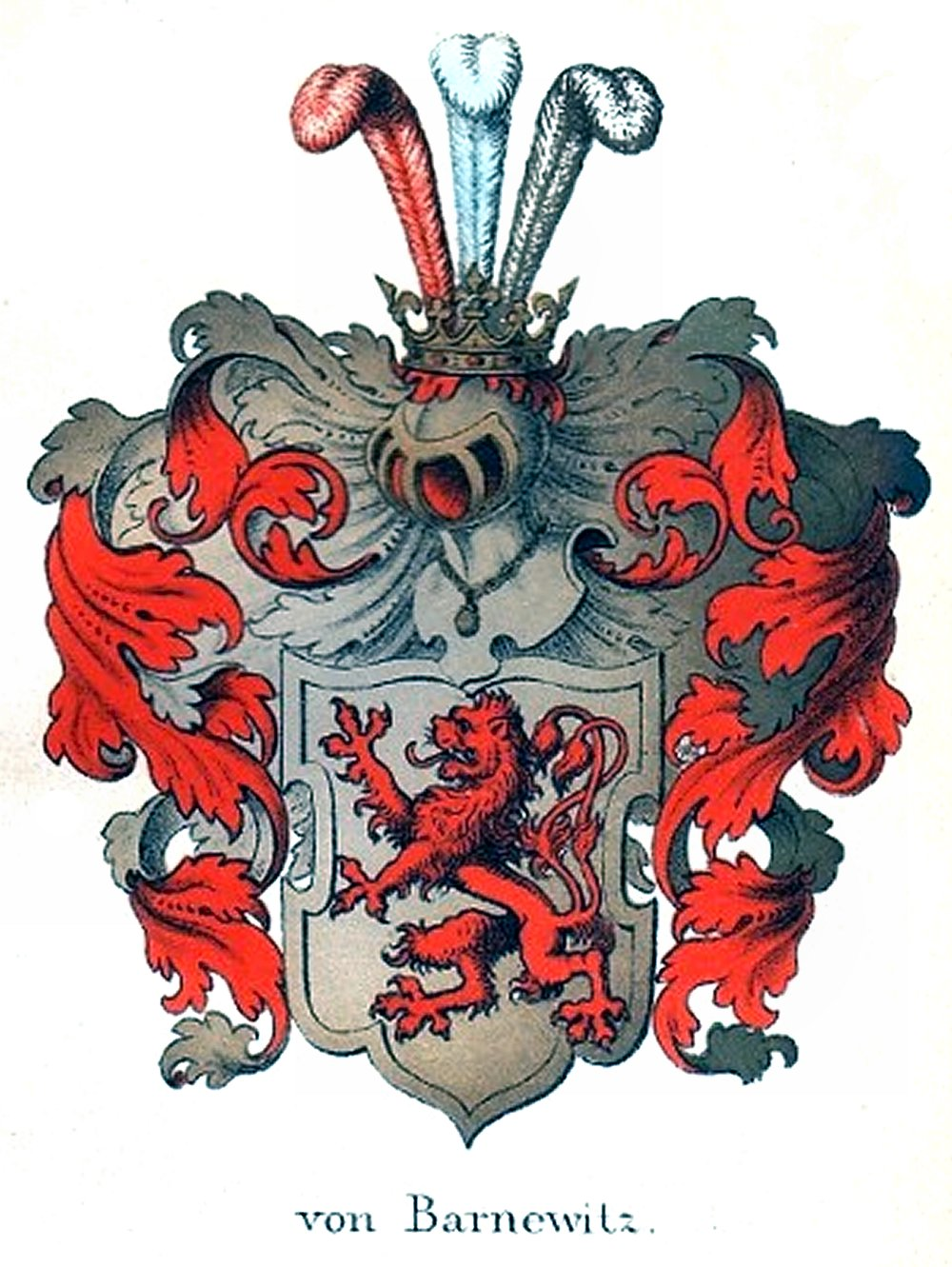
Wappen der Herren von Barnewitz

Auch die Herren von Barnewitz waren mit denen von Bernewitz eines Stammes, wie das gemeinsame Wappen der Herren von Barnewitz und derer von Bernewitz verdeutlicht.

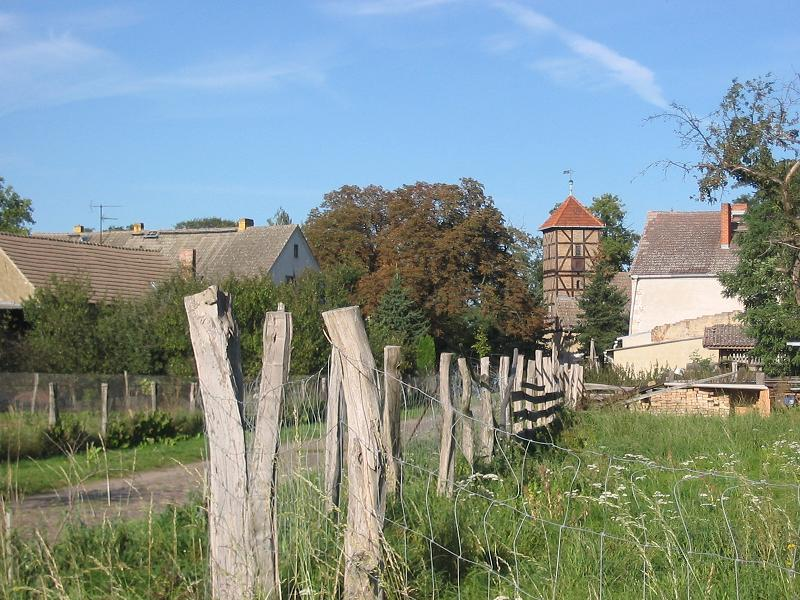
Neuendorf (Brück)

1476 wurde die märkische Adelsfamilie von Bernewitz als Besitzer des Ritterguts Groß-Glienicke, des Obergerichts und Wagendienstes von Groß Glienicke erwähnt, das auf halbem Weg zwischen Potsdam und Spandau lag. 1541 zeigte sich die Familie als Kirchenpatron von Dallgow (Ortsteil von Dallgow-Döberitz), das in dieser Zeit der Herrschaft des Gutes Groß Glienicke unterlag. Das Gut wurde 1572 an Georg von Ribbeck, den kurbrandenburgischen Amtshauptmann von Spandau verkauft.
Von 1599 bis 1690 besaß die Familie von Bernewitz in der Mark Brandenburg die Ortschaft Neuendorf (Brück) (erstmals 1337 als in villa Nyendorf und im Landbuch Kaiser Karls IV. von 1375 als Nyendorf prope Brůgge, Nyendorf prope Brugge, Nyendorf prope Brůge erwähnt).

## Geschichte
Die Stammfolge der Familie ist lückenlos nachweisbar bis mindestens 1540 (Paul Bernewitz (1540–1606), Gerichtsvogt und Bürgermeister von Goldingen in Kurland). Sie erhielt die Bestätigung des Rechts zum Tragen des Adelsprädikats von  durch den Instrumentierten Extrakt das Freyherrliche Herkommen derer von Bernewitz betreffend, 1736 ausgestellt vom kaiserlichen Notar Johann Gottfried Lange, und die Genehmigung zur Führung des Freiherrentitels 1867.

## Wappen
- Das Stammwappen zeigt in Silber einen gold gekrönten, nach rechts grimmenden roten Löwen. Auf dem Helm mit rot-weißen Decken drei (weiß-rot-weiß) Straußenfedern.
- Das Freiherrliche Wappen von 1867 ist geviert: in den Feldern 1 und 4 das Stammwappen, Felder 2 und 3 in Schwarz drei goldene Sparren. Zwei Helme, der rechte mit Decken und Helmzier wie Stammwappen, auf dem linken mit schwarz-goldenen Decken zwei von Schwarz und Gold übereck-geteilte Büffelhörner.

Das Feld des Stammwappens, die Federn und die Helmdecken sind in silbern, aber auch in weiß überliefert.

## Bekannte Familienmitglieder
- Johann Bernewitz (1596–1648), Probst in Grobin
- Johann Heinrich Carl von Bernewitz (1760–1821), braunschweigischer Generalleutnant
- Wilhelm von Bernewitz (1808–1878), braunschweigischer Generalmajor
- Alexander Bernewitz (1856–1919), Märtyrer; Propst der Diözese Kandau
- Arthur von Bernewitz (1842–1920), preußischer Generalmajor
- Carl Hans Bernewitz (auch Karl Hans Bernewitz, 1858–1934), Bildhauer und Kunstgewerbler
- Alexander Hans Bernewitz (1863–1935), letzter kurländischer Generalsuperintendent in Mitau und erster Landesbischof von Braunschweig
- Max Wilhelm von Bernewitz (1878–1940), Bergbauingenieur in Pittsburgh und führendes Mitglied in der American Society of Mechanical Engineers und der Engineers' Society of Western Pennsylvania. Veröffentlichte 1926 das wegweisende Handbook for Prospectors, das wiederholt aufgelegt und überarbeitet wurde, und das heute noch als Klassiker der Bergbauwissenschaft gilt. Viele andere Veröffentlichungen, u. a. Cyanide practice (1913), The value of oxygen breathing apparatus to the mining industry  (1923, mit Edward H Denny), The hazards of nonpermissible explosives (1924, mit Spencer P Howell), Pittsburgh (1928), Saving gold by means of corduroy (1939), Cutting and polishing stones (1940, mit Frank Lee Hess)
- Elsa Bernewitz (1880–1962), baltische Schriftstellerin; Romane und Erzählungen: Das Mädchen Adelheid; Die Berufung; Anne Dora Hagen; Weggenossen; Die Entrückten; Die Zeitalter; Wetter überm Gottesländchen; Der Abschied des Fräulein von Guhr; Das Erlebnis der Flintenmädchen; Der Heimatlose; Die kleine Schneiderin Pauline; Die kleine Zauberin; Das kleine Haus am See
- Ernst Bernewitz (1892–1921), Astronom an der Sternwarte Berlin-Babelsberg, entdeckte 1921 die große Dichte des Weißen Zwerges Sirius B
- Ernst Heinrich von Bernewitz, Verfassungsrechtler und Autor (Das Grundgesetz verstehen, einem didaktischen Sachbuch zu Verfassungsrecht- und Gesellschaftswirklichkeit, herausgegeben zusammen mit Konrad von Bonin, erstmals erschienen 1976)
- Kulturkartenmacher Hans-Henning Borchhardt, Freiherr von Bernewitz (* 1. Dezember 1934 Rohrlach, heute Trzcińsko, Schlesien; † 7. Juli 2013 in Oberwinter)[8][9]
- Jürgen Borchhardt, mit vollem Namen Jürgen Borchhardt Freiherr Bernewitz (* 25. Februar 1936 in Sprottau; † 26. Juli 2021), deutscher Klassischer Archäologe.[8]